# Q Hayashida
Q Hayashida (jap. 林田 球 Hayashida Kyū; ur. w 1977 w Tokio) – japońska mangaka, znana przede wszystkim z serii Dorohedoro.

## Biografia
Q Hayashida urodziła się w 1977 roku w Tokio. Zadebiutowała w 1997 roku mangą Sofa-chan, wydaną w magazynie „Afternoon” wydawnictwa Kōdansha. W 2000 roku stworzyła mangę Maken X Another, zainspirowaną grą wideo Maken X wyprodukowaną przez firmę Atlus. W tym samym roku zaczęła rysować swoją najdłuższą serię, Dorohedoro, która do tej pory jest jej najbardziej znanym dziełem.

## Twórczość
- Sofa-chan (1997, one-shot)[1]
- Maken X Another (1999–2001)[2]
- Dorohedoro (2000–2018)[3]
- Huvahh (2011, one-shot)
- Underground Underground (2012, one-shot)
- Hanshin Tigers sōsetsu 80 shūnen kinen zōkan (2015)
- Dai Dark (od 2019)[4]